# Ottava (Sassari)
Ottava (Ottaba in sassarese) è una frazione del comune di Sassari situata ai limiti del territorio della Nurra, nella Sardegna nord occidentale, ad una altezza di 83 m s.l.m.
Conta 1 923 abitanti ed è situata al chilometro 226 nel vecchio tratto della Strada statale 131 Carlo Felice tra Sassari e Porto Torres da cui dista, rispettivamente, 11 e 9 km.

## Geografia fisica

### Territorio
Situata nelle zone pianeggianti della Nurra, sorge nei pressi del Rio d'Ottava.

## Storia
Si presume, nonostante la quasi completa scarsità di fonti, che la borgata di Ottava sia nata nel periodo medievale per sfruttare le terre pianeggianti situate fra l'antica Turris e la nascente Tathàri. Altre fonti bibliografiche attestano invece l'esistenza di Ottava già nel periodo romano come stazione di transito posta nella strada Karalibus Turrem (da questi studi il toponimo Ottava deriverebbe di conseguenza alla vicinanza del borgo all'omonima pietra miliare, come è accaduto per altre realtà come Settimo torinese in Piemonte o Quarto in Campania). Dal punto di vista urbanistico rimane ben poco degli edifici storici: stando ad un censimento su 895 fabbricati presenti solamente 25 risultano essere costruiti prima della seconda guerra mondiale.
Ottava è una borgata che ha avuto il suo massimo sviluppo urbanistico a partire dagli anni sessanta come riflesso della nascita del polo industriale di Porto Torres.

## Monumenti e luoghi d'interesse

### Architetture civili

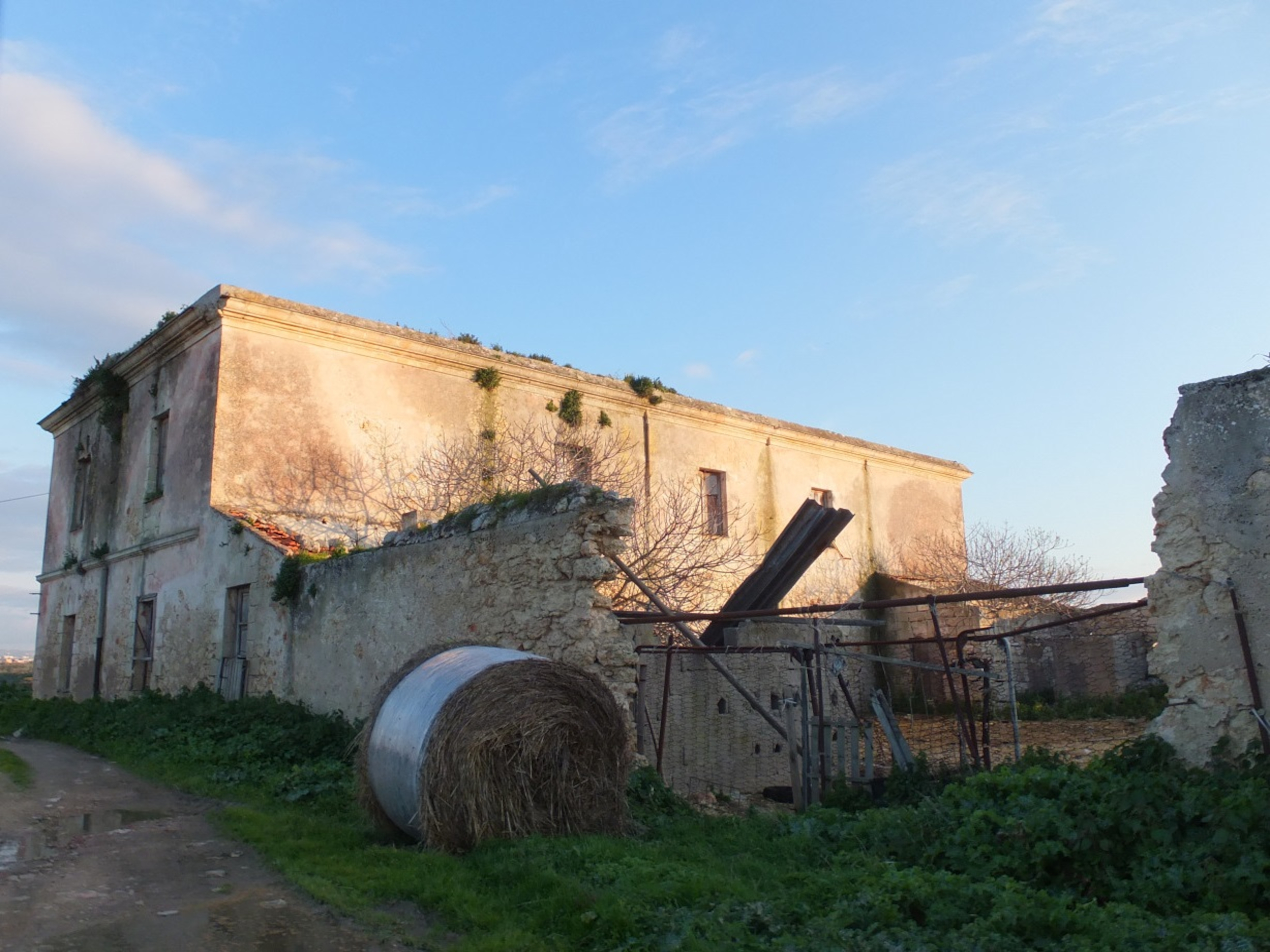
Il Palazzo romano

- Palazzo Romano, grosso cascinale ora utilizzato come ovile in precario stato di conservazione[5].

### Siti Archeologici

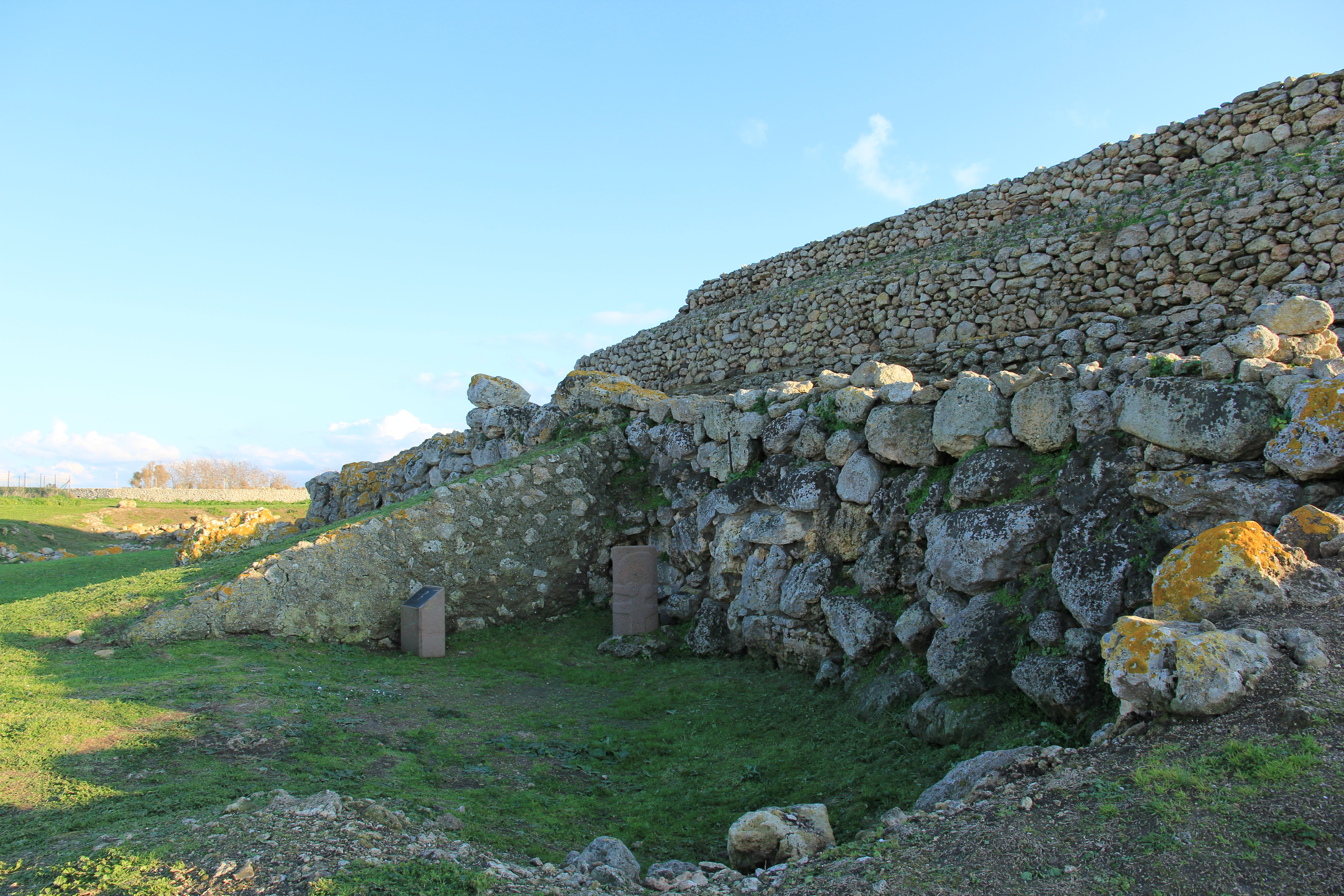
Complesso prenuragico di Monte d'Accoddi

- Altare prenuragico Monte d'Accoddi: situato poco distante dalla SS131 in direzione di Porto Torres;
- Necropoli di Ponte Secco: situata non lontano da Monte d'Accoddi sempre nei pressi della SS131.

## Cultura

### Scuole
Nel centro urbano sono presenti 2 scuole pubbliche (1 scuola dell'infanzia ed 1 scuola elementare) di modeste dimensioni.

## Infrastrutture e trasporti

### Strade
La Ex-SS131 Carlo Felice Sassari-Porto Torres attraversa perpendicolarmente il centro abitato dividendolo in due parti.

### Mobilità urbana
L'ARST offre collegamenti extraurbani con i centri limitrofi utilizzando come asse di riferimento la SS Carlo Felice. l'ATP Sassari inoltre offre il servizio di scuolabus per trasportare gli scolari sia nelle scuole presenti nel centro abitato sia in tutte quelle altre situate nei centri urbani delle frazioni limitrofe.

## Sport

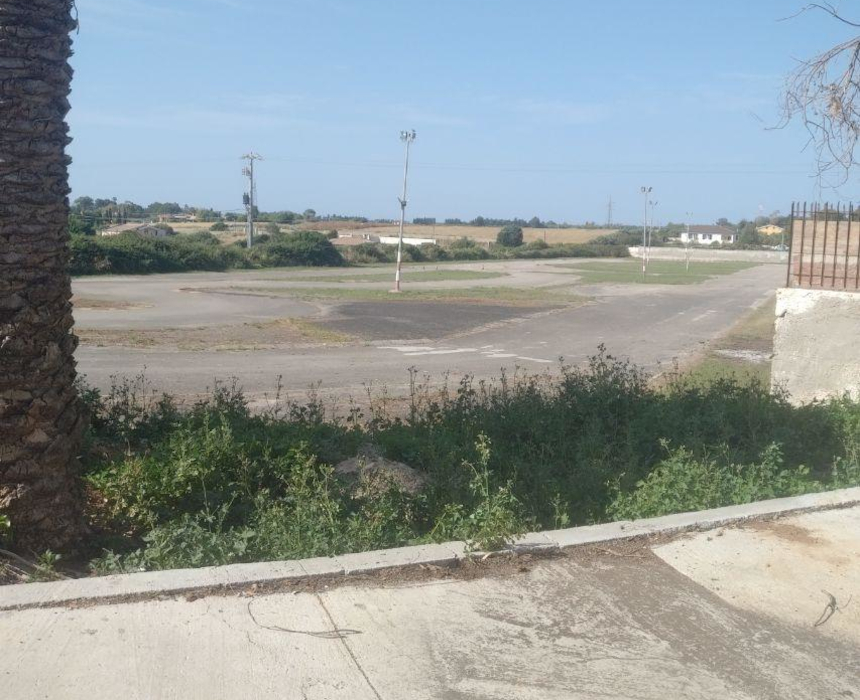
Pista Go Kart di Ottava.

Dal 1980 ha sede nella frazione di Ottava l'A.S.D. Polisportiva Ottava, la quale gioca in prima categoria nel girone D della Sardegna. È presente inoltre una piccola A.S.D. di tennis con il proprio tennis club privato. Nel paese è installato solamente un campo sportivo polivalente di dimensioni molto ridotte. Una pista di GoKart di proprietà privata è inoltre presente sul territorio, la quale però risulta essere inutilizzata da diversi anni.